# Park Shakuji’i
Park Shakuji’i (jap. 石神井公園 Shakuji’i Kōen) – kompleks parkowy zlokalizowany w dzielnicy Nerima, w Tokio. Z łączną powierzchnią ponad 20 ha jest jednym z największych parków publicznych w Tokio.

## Historia
Na terenie parku znajdują się pozostałości zamku Shakuji’i, którego budowa datowana jest na okres Kamakura. Był on własnością rodu Toshima i pozostawał ważną budowlą strategiczną przez wiele stuleci, aż do zniszczenia rodu Toshima.
Park pozostawał niezarządzany aż do XX w., gdy stał się popularnym miejscem odpoczynku okolicznej ludności. Władze miasta Tokio w obawie przed zniszczeniem wyjątkowej fauny i flory tego miejsca, objęły nad nim pieczę i ustanowiły Park Miejski Shakuji’i 11 marca 1959 roku.

## Elementy parku
- Dwa stawy: Shakuji’i i Sanpō-ji, powstały w sposób naturalny, dzięki podziemnym źródłom znajdującym się pod miastem Shakuji’i. Przez lata jednak wody w zbiornikach powoli ubywało, przez co dzisiaj jest ona dopompowywana sztucznie, w celu zachowania naturalnych walorów parku. Tradycja ludowa mówi, że przy upadku zamku Shakuji’i, księżniczka z rodu Toshima rzuciła się w wody stawu Shakuji’i.
- Parę małych chramów shintō.
- W parku znajdują się również dwa (duże i małe) boiska do gry w baseball.

## Roślinność[1]
W parku posadzonych jest ponad 7,450 drzew. Łącznie z pozostałą roślinnością są to między innymi:
- Cypryśnik błotny
- Wiśnia yoshino
- Klony
- Japońska zelkova
- Wierzba babilońska
- Alnus japonica
- Japoński Irys
- Grzybienie – inaczej lilie wodne
- Nuphar japonicum

## Transport
Do parku najłatwiej dostać się korzystając z linii kolejowej. 5 minut drogi od parku znajduje się stacja Shakuji’i Kōen